# 叶奇蓁
叶奇蓁（1934年9月16日—），生于湖北武汉，原籍浙江海宁，核反应堆及核电工程专家，中国工程院院士，秦山核电二期工程的技术负责人。

## 履历
1955年，毕业于上海交通大学电力工程系。1960年于前苏联莫斯科动力学院研究生毕业，获副博士学位。2003年，当选中国工程院院士。